# Corneille de Blockland
Pour les articles homonymes, voir Billy.
Corneille de Blockland, dit de Montfort ou Cornelius Blockland, né vers 1530 à Montfoort près d'Utrecht (Pays-Bas) et mort vers 1610, est un médecin, compositeur et astrologue, actif en Franche-Comté dans la seconde moitié du XVIe siècle. Il est auteur de plusieurs éditions musicales et de nombreuses pronostications publiées sous le pseudonyme d'Himbert de Billy. 

## Biographie
Corneille de Blockland est le frère de l'artiste peintre flamand Anthonie Blockland van Montfort (1533-1583), élève de Frans Floris (1517-1570), de qui on connaît quelques œuvres. Les conditions de sa jeunesse et de son apprentissage sont encore inconnues ; on sait seulement qu'il reçut son diplôme de docteur de médecine de l'université de Grenoble le 22 janvier 1563, des mains du médecin et littérateur Pierre Aréoud. Après quoi il semble s'être établi dans le Comté de Bourgogne (la Franche-Comté actuelle), à Saint-Amour et à Lons-le-Saunier, où il est localisé entre 1571 et 1588 d'après les éditions qu'il signe, et où il exerce le métier de médecin, mais accessoirement musicien et auteur de pronostications astrologiques, dites aussi almanachs.
On a de lui un portrait non signé, à l'âge de 35 ans, intitulé Cornelius Montfortius a Blocklandia D[octor] Medicus et Musicus.
En 1573, Blockland publie à Lyon une méthode de musique (rééditée en 1581 et en 1587) ainsi que deux livres de musique en 1579. Sa méthode a eu un certain succès puisqu'elle a été imprimée à trois reprises.
À partir de 1577, Blockland publie aussi des canards, des pronostications et des almanachs sous son nom d'abord puis sous le pseudonyme de Himbert de Billy, natif de Charlieu en Lyonnois, tailleur d'habits du sieur de Perez, comte de Saint-Amour, baron de Corgenon, etc. L'identité entre Blockland et Billy est donnée par Du Verdier. Quelques almanachs paraissent aussi sous le pseudonyme de Cormopede ou Cormopedius. Son identité avec ce dernier est donnée au titre d'un almanach d'Antoine Fabri publié en 1595, qui stipule au titre : ... Faict à l'imitation de Corneille de Montfort, dict de Billy, puis Cormopede. Les almanachs de Cormopede sont d'ailleurs riches en allusion à la Franche-Comté. Les derniers almanachs identifiés sous l'un ou l'autre pseudonyme datent de 1610.
Le lieu et la date de sa mort sont inconnus (il a dû mourir vers 1610, vu la date de parution des derniers almanachs).
D'après les pièces liminaires de ses publications, Blockland apparaît être lié au poète Guillaume de La Teyssonnière, à Jacques de La Fin, à Gabrielle de Dinteville, dame de Creyssia, et à Louis de La Baulme, baron de Saint-Amour (celui-ci avait épousé en secondes noces Claudine de La Teyssonnière, sœur de Guillaume).

## Œuvres

### Musique

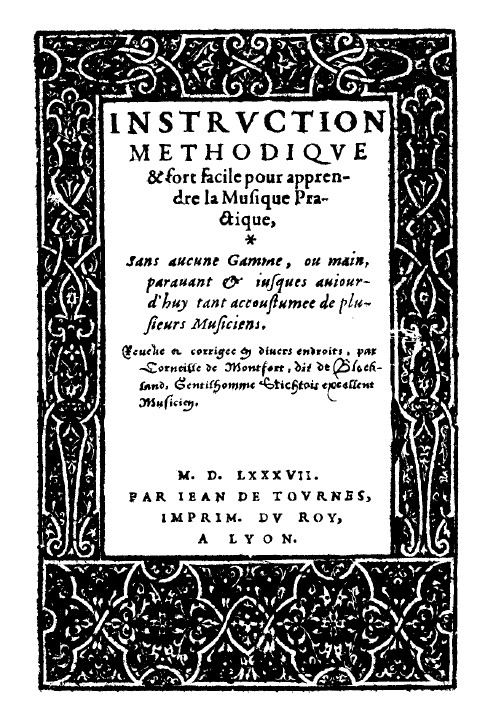
Page de titre de son Instruction de musique, édition de Genève, 1587.

- Le I. livre du Jardin de musique… Lyon : Jean II de Tournes, 1579. Édition perdue, révélée par l’existence d'un second livre.
- Le II. Livre du Jardin de musique, semé d’excellentes & harmonieuses chansons, & voix de ville. Mises en musique, à quatre parties, par Corneille de Montfort, dit de Blockland, gentilhomme Stichtois[Note 2]. Lyon : Jean II de Tournes, 1579. vol. 4 in-8o oblong. RISM B 4522, Guillo 1991 no 92 (avec le dépouillement des pièces), Cartier no 594.

Seul le superius est conservé, à Paris BNF (Mus.) : Rés 421. Fac-similé : Lyon, 1983, avec une préface de Laurent Guillo et des notes de Michel Chomarat. L'ouvrage contient 36 chansons, qui mettent en musique des poèmes de Pierre de Ronsard, Antoine Macault, Clément Marot, Raoul de Collerye, Bonaventure des Périers ou Joachim Du Bellay (pour celles d'entre elles dont le texte a pu être identifié).
- Un traité de musique en latin, perdu, est cité dans son Instruction méthodique ci-dessous.
- Instruction de musique, par C. de Blockland, natif de Montfort en Hollande. Lyon : Jean II de Tournes, 1573. in-8o, 59 p. Guillo 1991 no 85, Cartier no 555, RISM B-VI 155 p., Davidsson 1962 no 62.

Sa méthode s'inspire du Droict chemin de musique de Loys Bourgeois (Genève, 1550) et des Rudiments de musique de Maximilien Guillaud (Paris : 1558). Elle emploie de nombreux exemples musicaux extraits de diverses chansons du temps, polyphoniques ou populaires. Elle est rééditée à Lyon par le même en 1581 (Guillo 1991 no 94, RISM B-VI 155 p., inconnue de Cartier et de Davidsson). Elle est encore rééditée à Genève en 1587 par le même avec l'adresse « À Lyon » (Guillo 1991 no 96, Cartier no 668, RISM B-VI 155 p., Davidsson 1962 no 66, GLN no 3234, fac-similé Genève : Minkoff, 1972). Le titre en a été augmenté : Instruction méthodique et fort facile pour apprendre la musique practique, sans aucune gamme, ou main, paravant et jusques aujourd'huy accoustumée de plusieurs musiciens. Reveue et corrigée en divers endroits, par Corneille de Montfort, dit de Blockland, gentilhomme Stichtois, excellent musicien.

### Canards et astrologie
Une première liste des almanachs publiés sous le nom d'Himbert de Billy a paru dans Mémoires 1914, p. 55-56.
- Placart pour connoître le point & aube du jour, la nuit fermante, le lever & coucher du Soleil, ensemble la longueur du jour & de la nuit par tous les mois de l'an, au pays de lyonnois, Bourgogne, Savoye & Bresse, qui servira pour gouverner justement tous horologes - Lyon : Benoît Rigaud, s.d. Édition perdue citée d'après Du Verdier[3].
- Sommaire description de l'effroyable meteore et vision merveilleuse, n'agueres veue en l'air au-dessus du chasteau de l'Aubepin, proche de la ville de S. Amour, en la franche Conté de Bourgogne. Par M. Himbert de Billy natif de Charlieu en Lyonnois, disciple de noble Corneille de Mont-fort, dict de Blockland - Lyon : Benoît Rigaud, 1577. in-8o. Paris BNF.
- Description et ample discours prognostic du comète qui s'est montré au ciel le 12e jour de novembre 1577… et est esvanouy et disparu le 30e jour de décembre, et commencera produire ses effects vers la feste des Roys en l'an 1578… par M. Himbert de Billy… - Lyon : Benoît Rigaud, 1578. in-8o, 15 f. Paris BNF. (lire en ligne)
- Présage général et sommaire discours prognostic sur l'année 1578… supputé et recueilly par M. Himbert de Billy… - Lyon : Benoît Rigaud, 1578. in-8o, 23 p. Paris BNF, Den Haag KB.
- Prognostication perpétuelle, composée et pratiquée par les plus experts et anciens modernes astrologues et médecins, comme Pythagoras… Joseph Le Juste, Daniel le Prophète, Me Estienne de Prato, Seraphino, Calbarsi et Guido en leurs almanachs et plusieurs autres… - Paris : Pierre Ménier, [1580]. 16°, [39] f. Le nom de Billy apparaît au f. [32] et la date 1580 au f. [33]. Paris BSG.
- Almanach pour l'an mil cinq cents quatre vingt et deux, avec la prévoyance et ample prédiction selon le cours et influence des astres, très diligemment supputée et recueillie par M. Himbert de Billy, natif en Charlieu en Lyonnois excellent astrologue et mathématicien dédié et consacré à Messieurs les Eschevins, Conseilliers et Bourgeois de Lons-le-Saulnier au comté de Bourgongne - Lyon : Benoît Rigaud, (1581). 16°. Paris BNF.

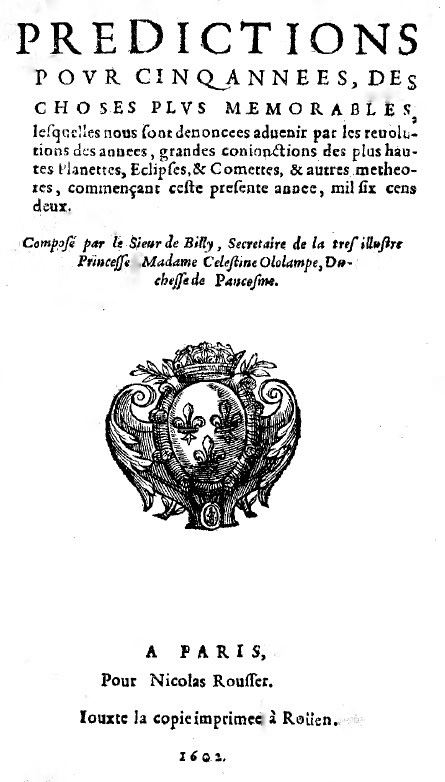
Page de titre des Prédictions pour cinq années de 1602.

- Il écrit deux poèmes latins dans le Speculum astrologiae du Florentin Francesco Giunctini (Lyon : Philippe Tinghi, 1581, cf. Baudrier V p. 60-62).
- Première centurie des choses plus mémorables qui sont à advenir depuis l'an mil cinq cens quatre vingtz et sept, jusques à la fin de la douziesme centurie, présagée pour trente six ans extraites des plus illustres mathematiciens, mises en lumiere par Conrad Leovitius Alleman selon le calcul de M. Imber de Billy… - Paris, Laurent Du Coudret, (1586-1587). in-8o. Paris BNF, Paris Maz., London BL.
- Almanach pour l'an M. D. LXXXVII avec ses amples predictions du changement & mutation de l'air, selon le cours & influences des astres sur les lunaisons des douze mois de l'an exactement calculées suivant la reformation grégorienne… par M. Himbert de Billy… - Lyon : Benoît Rigaud ; Paris : Jean Cavellat, [1587]. 16°, 112 f. Paris BNF, London BL, Lyon BM. Numérisé sur Gallica. Baudrier III p. 184-185.
- Almanach pour l'an bissextil M.D.LXXXVIII, avec ses amples & merveilleuses prédictions du changement & mutation de l'air, selon le cours & influence des Astres sur les Lunaisons des douze mois de l'an ; très exactement calculées suyvant la reformation grégorienne… par M. Himbert de Billy… - Lyon : Benoît Rigaud ; Paris : Jean Cavellat, [1588]. 16°, 98 ff. Non localisé. Baudrier III, p. 184-185.
- Nouvelle prédiction de la mutation et changement du regne present, par M. de Billy. 1590. in-8o. Cité dans Mémoires 1914 p. 56 d’après Lelong.
- Almanach pour l'an bissextile 1592, avec amples prédictions, par Himbert de Billy – Paris : Pierre Ménier, (1591). 16°. Cité par Mémoires 1914 p. 56.
- Almanach des almanachs le plus certain, pour l'an MDXCIII. Avec ses amples predictions du changement & mutation de l'air, sur chacune lunaison des douze mois de l'année ; prinse du bas Allemand du Seigneur de Cormopede, gentilhomme de la maison du tres-illustre, & tres-genereux comte de Sterckenberg, excellent mathematicien, & mises en langue françoise par Bartholome Vanshore, habitant de Lyon, & par lui dédiées & consacrées à illustre, haute & puissante dame madame la comtesse de Montrevel - Lyon : Jean Pillehotte, (1592). 16°, [114] f. Lyon BM. Baudrier III p. 184-185.
- Almanach des Almanachs le plus certain, pour l'An bissextil M.D.XCIII l'An des merveilles & d'estrange remuement. Avec ses amples Prédictions du changement & mutation de l'air, sur chacune Lunaison des douze mois de l'Année : Prinses du bas Alemand du seigneur de Cormopede, Gentilhomme de la maison du tres illustre & tres généreux Comte de Sterckenberg, excellent Mathématicien : Et mises en langue Françoise par Iachin van Gheele habitant de Lyon, & par luy dédiées & consacrées, à l'illustre, hault & puissant Seigneur, Monseigneur le Comte de Montrevel, Grand Gruyer pour sa Majesté Catholique, au Comté de Bourgongne – Lyon : Jean Pillehotte, (1592). 16°, 208 p. Lyon BM. Publié en ligne ici.
- Almanach pour 1593… – Rouen : Martin Le Mégissier, 1592. Cité par Mémoires 1914 p. 56.
- Almanach des almanachs le plus certain, pour l'An M.D.XCIIII, avec ses amples Prédictions du changement & mutation de l'air, sur chacune Lunaison des douze mois de l'Année : Prinses du bas Alemand du seigneur de Cormopede, Gentilhomme de la maison du tres illustre & tres généreux Comte de Sterckenberg, excellent Mathématicien : Et mises en langue Françoise par Bartholome Vanschor habitant de Lyon : & par luy dédiées & consacrées, à l'illustre, hault & Puissante dame, Madame la Comtesse de Montrevel. – Lyon : Benoît Rigaud. 16°, 210 p. Lyon BM. Publié en ligne ici.
- Almanach et prognostications pour l’an 1595, composé par Himbert de Billy. Paris : Pierre Ménier, 1594. 16°. Cité par Mémoires 1914 p. 56.
- Almanach et prognostication pour l’an mil cinq cens quatre-vingts seize. Composé par Imbert de Billy. Rouen : (1595). 16°. London BL.
- Prédictions pour cinq années des choses plus memorables, lesquelles nous sont dénoncées advenir par les révolutions des années, grandes conjonctions des plus hautes planettes, eclipses, & comettes, & autres metheores, commençant ceste présente année mil six cens deux, composé par le sieur de Billy, secrétaire de la tres illustre princesse Madame Celestine Ololampe, duchesse de Paucefine… - Paris : pour N. Rousset ; jouxte la copie imprimée à Rouen, 1602. in-8o, 13 p. Paris BNF. Numérisé sur Gallica.
- A wonderful prognostication or prediction for these seven yeeres insuing : shewing the strange and wonderfull comets and meateors, beginning this present yeere, 1604, written in French by the Written in French by the Lorde of Billy… - London : for W. Ferbrand, 1604. 29 p. San Marino, Huntington Library. Numérisé dans la collection English books, 1475-1640.
- Certaine wonderful predicitions, for seaven yeeres ensuing : shewing the strange and wonderfull comets and meatours : beginning this present yeere, 1604. Written in French by the Lorde of Billy, secretarie to the most illustious princesse, the Lady Celestine Olalampa, Dutchesse of Pancosme. - London : [E. Allde ?] for W. Ferbrand, 1604. Washington FSL. Numérisé dans la collection English books, 1475-1640.
- Almanach pour 1604… – Rouen : Pierre Courant, (1603). Cité par Mémoires 1914 p. 56.
- Almanach pour 1605… – Rouen : Pierre Courant et Loys Costé, (1604). Cité par Mémoires 1914 p. 56.
- Almanach pour l'an mil six cens dix. Composé par M. Hymbert de Billy - Lyon : Loys Costé, 1609. Placard. Épinal, Musée de l'image.
- Almanach pour l'an mil six cens unze. Composé et diligemment calculé par M. Imbert de Billy. Paris : Fleury Bourriquant, 1610.